# Lista laureaților Premiului Nobel

Laureații Premiului Nobel sunt oameni de știință, scriitori și militanți pentru pace care au fost răsplătiți pentru realizările în domeniile lor de activitate.

## Premiul Nobel pentru Fizică
2024 - John Hopfield, Geoffrey Hinton
2023 - Pierre Agostini, Ferenc Krausz, L'Huillier
2022 - Alain Aspect, John Clauser, Anton Zeilinger
2021 - Syukuro Manabe, Klaus Hasselmann, Giorgio Parisi
2020 - Roger Penrose, Reinhard Genzel, Andrea Ghez
2019 - James Peebles, Michel Mayor, Didier Queloz
2018 -  Arthur Ashkin, Gérard Mourou, Donna Strickland
2017 - Rainer Weiss, Barry C. Barish, Kip Thorne
2016 - David Thouless, Duncan Haldane, John M. Kosterlitz
2015 - Takaaki Kajita, Arthur B. McDonald
2014 - Isamu Akasaki, Hiroshi Amano, Shuji Nakamura
2013 - Peter W. Higgs, François Englert
2012 - Serge Haroche, David J. Wineland
2011 - Saul Perlmutter, Brian P. Schmidt, Adam G. Riess
2010 - Andre Geim, Konstantin Novoselov
2009 - Charles Kuen Kao, Willard Boyle, George E. Smith
2008 - Yoichiro Nambu, Makoto Kobayashi, Toshihide Maskawa
2007 - Albert Fert, Peter Grünberg
2006 - John C. Mather, George F. Smoot
2005 - Roy J. Glauber, John L. Hall, Theodor W. Hänsch
2004 - David J. Gross, H. David Politzer, Frank Wilczek
2003 - Alexei A. Abrikosov, Vitali L. Ghinzburg, Anthony J. Leggett
2002 - Raymond Davis Jr., Masatoshi Koshiba, Riccardo Giacconi
2001 - Eric A. Cornell, Wolfgang Ketterle, Carl E. Wieman
2000 Jores I. Alfiorov, Herbert Kroemer, Jack Kilby
1999 Gerardus 't Hooft, Martinus J.G. Veltman
1998 Robert B. Laughlin, Horst L. Störmer, Daniel C. Tsui
1997 Steven Chu, Claude Cohen-Tannoudji, William D. Phillips
1996 David M. Lee, Douglas D. Osheroff, Robert C. Richardson
1995 Martin L. Perl, Frederick Reines
1994 Bertram N. Brockhouse, Clifford G. Shull
1993 Russell A. Hulse, Joseph H. Taylor Jr.
1992 Georges Charpak
1991 Pierre-Gilles de Gennes
1990 Jerome I. Friedman, Henry W. Kendall, Richard E. Taylor
1989 Norman F. Ramsey, Hans G. Dehmelt, Wolfgang Paul
1988 Leon M. Lederman, Melvin Schwartz, Jack Steinberger
1987 J. Georg Bednorz, K. Alex Müller
1986 Ernst Ruska, Gerd Binnig, Heinrich Rohrer
1985 Klaus von Klitzing
1984 Carlo Rubbia, Simon van der Meer
1983 Subramanyan Chandrasekhar, William A. Fowler
1982 Kenneth G. Wilson
1981 Nicolaas Bloembergen, Arthur L. Schawlow, Kai M. Siegbahn
1980 James Cronin, Val Fitch
1979 Sheldon Glashow, Abdus Salam, Steven Weinberg
1978 Piotr Kapița, Arno Penzias, Robert Woodrow Wilson
1977 Philip W. Anderson, Sir Nevill F. Mott, John H. van Vleck
1976 Burton Richter, Samuel C.C. Ting
1975 Aage N. Bohr, Ben R. Mottelson, James Rainwater
1974 Martin Ryle, Antony Hewish
1973 Leo Esaki, Ivar Giaever, Brian D. Josephson
1972 John Bardeen, Leon Neil Cooper, Robert Schrieffer
1971 Dennis Gabor
1970 Hannes Alfvén, Louis Néel
1969 Murray Gell-Mann
1968 Luis Alvarez
1967 Hans Bethe
1966 Alfred Kastler
1965 Sin-Itiro Tomonaga, Julian Schwinger, Richard P. Feynman
1964 Charles H. Townes, Nicolay G. Basov, Aleksandr M. Prokhorov
1963 Eugene Wigner, Maria Goeppert-Mayer, J. Hans D. Jensen
1962 Lev Landau
1961 Robert Hofstadter, Rudolf Mössbauer
1960 Donald A. Glaser
1959 Emilio Segrè, Owen Chamberlain
1958 Pavel Alexeevici Cerenkov, Il´ja M. Frank, Igor Evgheneevici Tamm
1957 Chen Ning Yang, Tsung-Dao Lee
1956 William B. Shockley, John Bardeen, Walter H. Brattain
1955 Willis E. Lamb, Polykarp Kusch
1954 Max Born, Walther Bothe
1953 Frits Zernike
1952 Felix Bloch, E. M. Purcell
1951 John Cockcroft, Ernest T.S. Walton
1950 Cecil Powell
1949 Hideki Yukawa
1948 Patrick M.S. Blackett
1947 Edward V. Appleton
1946 Percy W. Bridgman
1945 Wolfgang Pauli
1944 Isidor Isaac Rabi
1943 Otto Stern
1942	Nu s-a acordat premiul. O treime din premiul pentru acest an a fost alocat fondului principal, iar două treimi fondului special pentru secția pentru fizică. 
1941	Nu s-a acordat premiul. O treime din premiul pentru acest an a fost alocat fondului principal, iar două treimi fondului special pentru secția pentru fizică.
1940	Nu s-a acordat premiul. O treime din premiul pentru acest an a fost alocat fondului principal, iar două treimi fondului special pentru secția pentru fizică.
1939 Ernest Lawrence
1938 Enrico Fermi
1937 Clinton Davisson, George Paget Thomson
1936 Victor F. Hess, Carl D. Anderson
1935 James Chadwick
1934	Nu s-a acordat premiul. O treime din premiul pentru acest an a fost alocat fondului principal, iar două treimi fondului special pentru secția pentru fizică.
1933 Erwin Schrödinger, Paul A.M. Dirac
1932 Werner Heisenberg
1931	Nu s-a acordat premiul. Premiul pentru acest an a fost alocat fondului special pentru secția pentru fizică. 
1930 Venkata Raman
1929 Louis de Broglie
1928 Owen Willans Richardson
1927 Arthur H. Compton, C.T.R. Wilson
1926 Jean Baptiste Perrin
1925 James Franck, Gustav Hertz
1924 Manne Siegbahn
1923 Robert A. Millikan
1922 Niels Bohr
1921 Albert Einstein
1920 Charles Edouard Guillaume
1919 Johannes Stark
1918 Max Planck
1917 Charles Glover Barkla
1916	Nu s-a acordat premiul. Premiul pentru acest an a fost alocat fondului special pentru secția pentru fizică. 
1915 William Lawrence Bragg
1914 Max von Laue
1913 Heike Kamerlingh Onnes
1912 Gustaf Dalén
1911 Wilhelm Wien
1910 Johannes Diderik van der Waals
1909 Guglielmo Marconi, Ferdinand Braun
1908 Gabriel Lippmann
1907 Albert A. Michelson
1906 J.J. Thomson
1905 Philipp Lenard
1904 Lord Rayleigh
1903 Henri Becquerel, Pierre Curie, Maria Skłodowska-Curie
1902 Hendrik A. Lorentz, Pieter Zeeman
1901 Wilhelm Conrad Röntgen

## Premiul Nobel pentru Chimie
2024 - David Baker, Demis Hassabis, John M. Jumper
2023 - Moungi Bawendi, Louis Brus, Alexei Ekimov
2022 - Carolyn R. Bertozzi, Morten Meldal, Karl Barry Sharpless
2021 - Benjamin List, David MacMillan
2020 - Emmanuelle Charpentier, Jennifer A. Doudna
2019 - John B. Goodenough, M. Stanley Whittingham, Akira Yoshino
2018 - Frances H. Arnold, George Smith, Gregory P. Winter
2017 - Jacques Dubochet, Joachim Frank, Richard Henderson
2016 - Jean-Pierre Sauvage, James F. Stoddart, Bernard L. Feringa
2015 - Tomas Lindahl, Paul Modrich, Aziz Sancar
2014 - Eric Betzig, Stefan W. Hell, William E. Moerner
2013 - Martin Karplus, Michael Levitt, Arieh Warshel
2012 - Robert Lefkowitz, Brian K. Kobilka
2011 - Daniel Shechtman
2010 - Richard F. Heck, Ei-ichi Negishi, Akira Suzuki
2009 - Venkatraman Ramakrishnan, Thomas A. Steitz, Ada E. Yonath
2008 - Osamu Shimomura, Martin Chalfie, Roger Tsien
2007 - Gerhard Ertl
2006 - Roger D. Kornberg
2005 - Robert Grubbs, Richard Schrock, Yves Chauvin
2004 - Aaron Ciechanover, Avram Hershko, Irwin Rose
2003 - Peter Agre, Roderick MacKinnon
2002 - John B. Fenn, Koichi Tanaka, Kurt Wüthrich
2001 - William S. Knowles, Ryoji Noyori, K. Barry Sharpless
2000 Alan Heeger, Alan G. MacDiarmid, Hideki Shirakawa
1999 Ahmed Zewail
1998 Walter Kohn, John Pople
1997 Paul D. Boyer, John E. Walker, Jens C. Skou
1996 Robert F. Curl Jr., Sir Harold Kroto, Richard E. Smalley
1995 Paul J. Crutzen, Mario J. Molina, F. Sherwood Rowland
1994 George A. Olah
1993 Kary B. Mullis, Michael Smith
1992 Rudolph A. Marcus
1991 Richard R. Ernst
1990 Elias James Corey
1989 Sidney Altman, Thomas R. Cech
1988 Johann Deisenhofer, Robert Huber, Hartmut Michel
1987 Donald J. Cram, Jean-Marie Lehn, Charles J. Pedersen
1986 Dudley R. Herschbach, Yuan T. Lee, John C. Polanyi
1985 Herbert A. Hauptman, Jerome Karle
1984 Bruce Merrifield
1983 Henry Taube
1982 Aaron Klug
1981 Kenichi Fukui, Roald Hoffmann
1980 Paul Berg, Walter Gilbert, Frederick Sanger
1979 Herbert C. Brown, Georg Wittig
1978 Peter Mitchell
1977 Ilia Prigogine
1976 William Lipscomb
1975 John Cornforth, Vladimir Prelog
1974 Paul J. Flory
1973 Ernst Otto Fischer, Geoffrey Wilkinson
1972 Christian Anfinsen, Stanford Moore, William H. Stein
1971 Gerhard Herzberg
1970 Luis Leloir
1969 Derek Barton, Odd Hassel
1968 Lars Onsager
1967 Manfred Eigen, Ronald G.W. Norrish, George Porter
1966 Robert S. Mulliken
1965 Robert Burns Woodward
1964 Dorothy Crowfoot Hodgkin
1963 Karl Ziegler, Giulio Natta
1962 Max F. Perutz, John C. Kendrew
1961 Melvin Calvin
1960 Willard F. Libby
1959 Jaroslav Heyrovský
1958 Frederick Sanger
1957 Sir Alexander Todd
1956 Sir Cyril Hinshelwood, Nicolai Semionov
1955 Vincent du Vigneaud
1954 Linus Pauling
1953 Hermann Staudinger
1952 Archer John Porter Martin, Richard Laurence Millington Synge
1951 Edwin M. McMillan, Glenn T. Seaborg
1950 Otto Diels, Kurt Alder
1949 William F. Giauque
1948 Arne Wilhelm Kaurin Tiselius
1947 Sir Robert Robinson
1946 James B. Sumner, John H. Northrop, Wendell M. Stanley
1945 Artturi Virtanen
1944 Otto Hahn
1943 George de Hevesy
1942  Nu s-a acordat premiul. O treime din premiul pentru acest an a fost alocat fondului principal, iar două treimi fondului special pentru secția pentru chimie.
1941  Nu s-a acordat premiul. O treime din premiul pentru acest an a fost alocat fondului principal, iar două treimi fondului special pentru secția pentru chimie.
1940  Nu s-a acordat premiul. O treime din premiul pentru acest an a fost alocat fondului principal, iar două treimi fondului special pentru secția pentru chimie. 
1939 Adolf Butenandt, Leopold Ruzicka
1938 Richard Kuhn
1937 Norman Haworth, Paul Karrer
1936 Peter Debye
1935 Frédéric Joliot-Curie, Irène Joliot-Curie
1934 Harold C. Urey
1933  Nu s-a acordat premiul. O treime din premiul pentru acest an a fost alocat fondului principal, iar două treimi fondului special pentru secția pentru chimie.
1932 Irving Langmuir
1931 Carl Bosch, Friedrich Bergius
1930 Hans Fischer
1929 Arthur Harden, Hans von Euler-Chelpin
1928 Adolf Windaus
1927 Heinrich Wieland
1926 Theodor Svedberg
1925 Richard Zsigmondy
1924  Nu s-a acordat premiul. Premiul pentru acest an a fost alocat fondului special pentru secția pentru chimie.
1923 Fritz Pregl
1922 Francis W. Aston
1921 Frederick Soddy
1920 Walther Nernst
1919  Nu s-a acordat premiul. Premiul pentru acest an a fost alocat fondului special pentru secția pentru chimie.
1918 Fritz Haber
1917  Nu s-a acordat premiul. Premiul pentru acest an a fost alocat fondului special pentru secția pentru chimie.
1916  Nu s-a acordat premiul. Premiul pentru acest an a fost alocat fondului special pentru secția pentru chimie.
1915 Richard Willstätter
1914 Theodore William Richards
1913 Alfred Werner
1912 Victor Grignard, Paul Sabatier
1911 Maria Skłodowska-Curie
1910 Otto Wallach
1909 Wilhelm Ostwald
1908 Ernest Rutherford
1907 Eduard Buchner
1906 Henri Moissan
1905 Adolf von Baeyer
1904 Sir William Ramsay
1903 Svante Arrhenius
1902 Emil Fischer
1901 Jacobus H. van 't Hoff

## Premiul Nobel pentru Fiziologie sau Medicină
2024 - Victor Ambros, Gary Ruvkun
2023 - Katalin Karikó, Drew Weissman
2022 - Svante Pääbo
2021 - David Julius, Ardem Patapoutian
2020 - Harvey J. Alter, Michael Houghton, Charles M. Rice
2019 - William Kaelin, Peter Ratcliffe, Gregg Semenza
2018 - James P. Allison, Tasuku Honjo
2017 - Jeffrey C. Hall, Michael Rosbash, Michael W. Young
2016 - Yoshinori Ohsumi
2015 - William C. Campbell, Satoshi Ōmura, Youyou Tu
2014 - John O'Keefe, May‐Britt Moser, Edvard I. Moser
2013 - James E. Rothman, Randy W. Schekman, Thomas C. Südhof
2012 - John B. Gurdon, Shinya Yamanaka
2011 - Bruce Beutler, Jules Hoffmann, Ralph Steinman
2010 - Robert G. Edwards
2009 - Elizabeth Blackburn, Jack Szostak, Carol Greider
2008 - Harald zur Hausen, Françoise Barré-Sinoussi, Luc Montagnier
2007 - Sir Martin J. Evans, Mario Capecchi, Oliver Smithies
2006 - Andrew Z. Fire, Craig C. Mello
2005 - Barry J. Marshall, J. Robin Warren
2004 - Richard Axel, Linda B. Buck
2003 - Paul C. Lauterbur, Peter Mansfield
2002 - Sydney Brenner, H. Robert Horvitz, John E. Sulston
2001 - Leland H. Hartwell, Tim Hunt, Sir Paul Nurse
2000 Arvid Carlsson, Paul Greengard, Eric R. Kandel
1999 Günter Blobel
1998 Robert F. Furchgott, Louis J. Ignarro, Ferid Murad
1997 Stanley B. Prusiner
1996 Peter C. Doherty, Rolf M. Zinkernagel
1995 Edward B. Lewis, Christiane Nüsslein-Volhard, Eric F. Wieschaus
1994 Alfred G. Gilman, Martin Rodbell
1993 Richard J. Roberts, Phillip A. Sharp
1992 Edmond H. Fischer, Edwin G. Krebs
1991 Erwin Neher, Bert Sakmann
1990 Joseph E. Murray, E. Donnall Thomas
1989 J. Michael Bishop, Harold E. Varmus
1988 James W. Black, Gertrude B. Elion, George H. Hitchings
1987 Susumu Tonegawa
1986 Stanley Cohen, Rita Levi-Montalcini
1985 Michael S. Brown, Joseph L. Goldstein
1984 Niels K. Jerne, Georges J.F. Köhler, César Milstein
1983 Barbara McClintock
1982 Sune K. Bergström, Bengt I. Samuelsson, John R. Vane
1981 Roger W. Sperry, David H. Hubel, Torsten N. Wiesel
1980 Baruj Benacerraf, Jean Dausset, George D. Snell
1979 Allan M. Cormack, Godfrey N. Hounsfield
1978 Werner Arber, Daniel Nathans, Hamilton O. Smith
1977 Roger Guillemin, Andrew V. Schally, Rosalyn Yalow
1976 Baruch S. Blumberg, D. Carleton Gajdusek
1975 David Baltimore, Renato Dulbecco, Howard M. Temin
1974 Albert Claude, Christian de Duve, George Emil Palade
1973 Karl von Frisch, Konrad Lorenz, Nikolaas Tinbergen
1972 Gerald M. Edelman, Rodney R. Porter
1971 Earl W. Sutherland, Jr.
1970 Sir Bernard Katz, Ulf von Euler, Julius Axelrod
1969 Max Delbrück, Alfred D. Hershey, Salvador E. Luria
1968 Robert W. Holley, H. Gobind Khorana, Marshall W. Nirenberg
1967 Ragnar Granit, Haldan K. Hartline, George Wald
1966 Peyton Rous, Charles B. Huggins
1965 François Jacob, André Lwoff, Jacques Monod
1964 Konrad Bloch, Feodor Lynen
1963 Sir John Eccles, Alan L. Hodgkin, Andrew Huxley
1962 Francis Crick, James Watson, Maurice Wilkins
1961 Georg von Békésy
1960 Frank Macfarlane Burnet, Peter Medawar
1959 Severo Ochoa, Arthur Kornberg
1958 George Beadle, Edward Tatum, Joshua Lederberg
1957 Daniel Bovet
1956 André F. Cournand, Werner Forssmann, Dickinson W. Richards
1955 Hugo Theorell
1954 John F. Enders, Thomas H. Weller, Frederick C. Robbins
1953 Hans Krebs, Fritz Lipmann
1952 Selman A. Waksman
1951 Max Theiler
1950 Edward C. Kendall, Tadeus Reichstein, Philip S. Hench
1949 Walter Hess, Egas Moniz
1948 Paul Müller
1947 Carl Cori, Gerty Cori, Bernardo Houssay
1946 Hermann J. Muller
1945 Sir Alexander Fleming, Ernst B. Chain, Sir Howard Florey
1944 Joseph Erlanger, Herbert S. Gasser
1943 Henrik Dam, Edward A. Doisy
1942  Nu s-a acordat premiul. O treime din premiul pentru acest an a fost alocat fondului principal, iar două treimi fondului special pentru secția pentru fiziologie.
1941  Nu s-a acordat premiul. O treime din premiul pentru acest an a fost alocat fondului principal, iar două treimi fondului special pentru secția pentru fiziologia.
1940  Nu s-a acordat premiul. O treime din premiul pentru acest an a fost alocat fondului principal, iar două treimi fondului special pentru secția pentru fiziologie.
1939 Gerhard Domagk
1938 Corneille Heymans
1937 Albert Szent-Györgyi
1936 Sir Henry Dale, Otto Loewi
1935 Hans Spemann
1934 George H. Whipple, George R. Minot, William P. Murphy
1933 Thomas H. Morgan
1932 Sir Charles Sherrington, Edgar Douglas Adrian
1931 Otto Warburg
1930 Karl Landsteiner
1929 Christiaan Eijkman, Sir Frederick Hopkins
1928 Charles Nicolle
1927 Julius Wagner-Jauregg
1926 Johannes Fibiger
1925  Nu s-a acordat premiul. Premiul pentru acest an a fost alocat fondului special pentru secția pentru fiziologie.
1924 Willem Einthoven
1923 Frederick Banting, John James Richard Macleod
1922 Archibald Vivian Hill, Otto Meyerhof
1921  Nu s-a acordat premiul. Premiul pentru acest an a fost alocat fondului special pentru secția pentru fiziologie.
1920 August Krogh
1919 Jules Bordet
1918  Nu s-a acordat premiul. Premiul pentru acest an a fost alocat fondului special pentru secția pentru fiziologie.
1917  Nu s-a acordat premiul. Premiul pentru acest an a fost alocat fondului special pentru secția pentru fiziologie.
1916  Nu s-a acordat premiul. Premiul pentru acest an a fost alocat fondului special pentru secția pentru fiziologie.
1915  Nu s-a acordat premiul. Premiul pentru acest an a fost alocat fondului special pentru secția pentru fiziologie.
1914  Nu s-a acordat premiul. Premiul pentru acest an a fost alocat fondului special pentru secția pentru fiziologie.
1913 Robert Bárány
1912 Alexis Carrel
1911 Allvar Gullstrand
1910 Albrecht Kossel
1909 Theodor Kocher
1908 Ilia Ilici Mecinikov, Paul Ehrlich
1907 Charles Louis Alphonse Laveran
1906 Camillo Golgi, Santiago Ramón y Cajal
1905 Robert Koch
1904 Ivan Pavlov
1903 Niels Ryberg Finsen
1902 Ronald Ross
1901 Emil Adolf von Behring

## Premiul Nobel pentru Literatură
2024 - Han Kang
2023 - Jon Fosse
2022 - Annie Ernaux
2021 - Abdulrazak Gurnah
2020 - Louise Glück
2019 - Peter Handke
2018 - Olga Tokarczuk (decernat 2019)
2017 - Kazuo Ishiguro
2016 - Bob Dylan
2015 - Svetlana Alexievici
2014 - Patrick Modiano
2013 - Alice Munro
2012 - Mo Yan
2011 - Tomas Tranströmer
2010 - Mario Vargas Llosa
2009 - Herta Muller
2008 - Jean-Marie Gustave Le Clézio
2007 - Doris Lessing
2006 - Orhan Pamuk
2005 - Harold Pinter
2004 - Elfriede Jelinek
2003 - J.M. Coetzee
2002 - Imre Kertész
2001 - V.S. Naipaul
2000 Gao Xingjian
1999 Günter Grass
1998 José Saramago
1997 Dario Fo
1996 Wislawa Szymborska
1995 Seamus Heaney
1994 Kenzaburo Oe
1993 Toni Morrison
1992 Derek Walcott
1991 Nadine Gordimer
1990 Octavio Paz
1989 Camilo José Cela
1988 Naguib Mahfouz
1987 Joseph Brodsky
1986 Wole Soyinka
1985 Claude Simon
1984 Jaroslav Seifert
1983 William Golding
1982 Gabriel García Márquez
1981 Elias Canetti
1980 Czesław Miłosz
1979 Odysseus Elytis
1978 Isaac Bashevis Singer
1977 Vicente Aleixandre
1976 Saul Bellow
1975 Eugenio Montale
1974 Eyvind Johnson, Harry Martinson
1973 Patrick White
1972 Heinrich Böll
1971 Pablo Neruda
1970 Alexandr Soljenițîn
1969 Samuel Beckett
1968 Yasunari Kawabata
1967 Miguel Ángel Asturias
1966 Samuel Agnon, Nelly Sachs
1965 Mihail Șolohov
1964 Jean-Paul Sartre
1963 Giorgos Seferis
1962 John Steinbeck
1961 Ivo Andric
1960 Saint-John Perse
1959 Salvatore Quasimodo
1958 Boris Pasternak
1957 Albert Camus
1956 Juan Ramón Jiménez
1955 Halldór Laxness
1954 Ernest Hemingway
1953 Winston Churchill
1952 François Mauriac
1951 Pär Lagerkvist
1950 Bertrand Russell
1949 William Faulkner
1948 T.S. Eliot
1947 André Gide
1946 Hermann Hesse
1945 Gabriela Mistral
1944 Johannes V. Jensen
1943  Nu s-a acordat premiul. O treime din premiul pentru acest an a fost alocat fondului principal, iar două treimi fondului special pentru secția pentru literatură.
1942  Nu s-a acordat premiul. O treime din premiul pentru acest an a fost alocat fondului principal, iar două treimi fondului special pentru secția pentru literatură.
1941  Nu s-a acordat premiul. O treime din premiul pentru acest an a fost alocat fondului principal, iar două treimi fondului special pentru secția pentru literatură.
1940  Nu s-a acordat premiul. O treime din premiul pentru acest an a fost alocat fondului principal, iar două treimi fondului special pentru secția pentru literatură.
1939 Frans Eemil Sillanpää
1938 Pearl Buck
1937 Roger Martin du Gard
1936 Eugene O'Neill
1935  Nu s-a acordat premiul. O treime din premiul pentru acest an a fost alocat fondului principal, iar două treimi fondului special pentru secția pentru literatură.
1934 Luigi Pirandello
1933 Ivan Bunin
1932 John Galsworthy
1931 Erik Axel Karlfeldt
1930 Sinclair Lewis
1929 Thomas Mann
1928 Sigrid Undset
1927 Henri Bergson
1926 Grazia Deledda
1925 George Bernard Shaw
1924 Wladyslaw Reymont
1923 William Butler Yeats
1922 Jacinto Benavente
1921 Anatole France
1920 Knut Hamsun
1919 Carl Spitteler
1918  Nu s-a acordat premiul. Premiul pentru acest an a fost alocat fondului special pentru secția pentru literatură.
1917 Karl Gjellerup, Henrik Pontoppidan
1916 Verner von Heidenstam
1915 Romain Rolland
1914  Nu s-a acordat premiul. Premiul pentru acest an a fost alocat fondului special pentru secția pentru literatură.
1913 Rabindranath Tagore
1912 Gerhart Hauptmann
1911 Maurice Maeterlinck
1910 Paul Heyse
1909 Selma Lagerlöf
1908 Rudolf Eucken
1907 Rudyard Kipling
1906 Giosuè Carducci
1905 Henryk Sienkiewicz
1904 Frédéric Mistral, José Echegaray
1903 Bjørnstjerne Bjørnson
1902 Theodor Mommsen
1901 Sully Prudhomme

## Premiul Nobel pentru Pace
2024 - Nihon Hidankyo
2023 - Narges Mohammadi
2022 - Ales Bialiațki, Memorial, Centrul pentru libertăți civile
2021 - Maria Ressa, Dmitri Muratov
2020 - Programul Alimentar Mondial
2019 - Abiy Ahmed Ali
2018 - Denis Mukwege, Nadia Murad
2017 - Campania Internațională pentru Abolirea Armelor Nucleare
2016 - Juan Manuel Santos
2015 - Cvartetul pentru Dialog Național
2014 - Kailash Satyarthi, Malala Yousafzai
2013 - Organizația pentru Interzicerea Armelor Chimice
2012 - Uniunea Europeană
2011 - Ellen Johnson Sirleaf, Leymah Gbowee, Tawakkul Karman
2010 - Liu Xiaobo
2009 - Barack Obama
2008 - Martti Ahtisaari
2007 - Comisia ONU pentru climat, Al Gore
2006 - Muhammad Yunus
2005 - Agenția Internațională pentru Energia Atomică, Mohamed ElBaradei
2004 - Wangari Maathai
2003 - Shirin Ebadi
2002 - Jimmy Carter
2001 - ONU, Kofi Annan
2000 Kim Dae-jung
1999 Médecins Sans Frontières
1998 John Hume, David Trimble
1997 Campania Internațională pentru Interzicerea Minelor Antipersonal, Jody Williams
1996 Carlos Filipe Ximenes Belo, José Ramos Horta
1995 Joseph Rotblat, Conferința Pugwash pentru Știință și Afaceri Mondiale
1994 Yasser Arafat, Shimon Peres, Itzhak Rabin
1993 Nelson Mandela, F.W. de Klerk
1992 Rigoberta Menchú
1991 Aung San Suu Kyi
1990 Mihail Gorbaciov
1989 Tenzin Gyatso, al XIV-lea Dalai Lama
1988 Forțele Națiunilor Unite pentru Menținerea Păcii
1987 Óscar Arias
1986 Elie Wiesel
1985 Medicii Internaționali pentru Preveirea Războiului Nuclear
1984 Desmond Tutu
1983 Lech Wałęsa
1982 Alva Myrdal, Alfonso García Robles
1981 Înaltul Comisar al Națiunilor Unite pentru Refugiați
1980 Adolfo Pérez Esquivel
1979 Maica Tereya
1978 Anwar al-Sadat, Menachem Beghin
1977 Amnesty International
1976 Betty Williams, Mairead Corrigan
1975 Andrei Sakharov
1974 Seán MacBride, Eisaku Sato
1973 Henry Kissinger, Le Duc Tho
1972  Nu s-a acordat premiul. Premiul pentru acest an a fost alocat fondului principal.
1971 Willy Brandt
1970 Norman Borlaug
1969 International Labour Organization
1968 René Cassin
1967  Nu s-a acordat premiul. O treime din premiul pentru acest an a fost alocat fondului principal, iar două treimi fondului special pentru secția pentru pace.
1966  Nu s-a acordat premiul. Premiul pentru acest an a fost alocat fondului special pentru secția pentru pace.
1965 Fondul Națiunilor Unite pentru Copii
1964 Martin Luther King, Jr.
1963 Comitetul Internațional al Crucii Roșii, Mișcarea Internațională de Cruce Roșie și Semilună Roșie
1962 Linus Pauling
1961 Dag Hammarskjöld
1960 Albert Lutuli
1959 Philip Noel-Baker
1958 Georges Pire
1957 Lester Bowles Pearson
1956  Nu s-a acordat premiul. O treime din premiul pentru acest an a fost alocat fondului principal, iar două treimi fondului special pentru secția pentru pace. 
1955  Nu s-a acordat premiul. Premiul pentru acest an a fost alocat fondului special pentru secția pentru pace.
1954 Înaltul Comisar al Națiunilor Unite pentru Refugiați
1953 George C. Marshall
1952 Albert Schweitzer
1951 Léon Jouhaux
1950 Ralph Bunche
1949 Lord Boyd Orr
1948  Nu s-a acordat premiul. O treime din premiul pentru acest an a fost alocat fondului principal, iar două treimi fondului special pentru secția pentru pace.
1947 Friends Service Council, American Friends Service Committee
1946 Emily Greene Balch, John R. Mott
1945 Cordell Hull
1944 Comitetul Internațional al Crucii Roșii
1943  Nu s-a acordat premiul. O treime din premiul pentru acest an a fost alocat fondului principal, iar două treimi fondului special pentru secția pentru pace.
1942  Nu s-a acordat premiul. O treime din premiul pentru acest an a fost alocat fondului principal, iar două treimi fondului special pentru secția pentru pace.
1941  Nu s-a acordat premiul. O treime din premiul pentru acest an a fost alocat fondului principal, iar două treimi fondului special pentru secția pentru pace.
1940  Nu s-a acordat premiul. O treime din premiul pentru acest an a fost alocat fondului principal, iar două treimi fondului special pentru secția pentru pace.
1939  Nu s-a acordat premiul. O treime din premiul pentru acest an a fost alocat fondului principal, iar două treimi fondului special pentru secția pentru pace.
1938 Oficiul Internațional Nansen pentru Refugiați
1937 Vicontele Cecil of Chelwood
1936 Carlos Saavedra Lamas
1935 Carl von Ossietzky
1934 Arthur Henderson
1933 Sir Norman Angell
1932  Nu s-a acordat premiul. Premiul pentru acest an a fost alocat fondului pentru secția pentru pace.
1931 Jane Addams, Nicholas Murray Butler
1930 Nathan Söderblom
1929 Frank B. Kellogg
1928  Nu s-a acordat premiul. Premiul pentru acest an a fost alocat fondului pentru secția pentru pace.
1927 Ferdinand Buisson, Ludwig Quidde
1926 Aristide Briand, Gustav Stresemann
1925 Sir Austen Chamberlain, Charles G. Dawes
1924  No prize awarded, money allocated to section's Special Fund
1923  Nu s-a acordat premiul. Premiul pentru acest an a fost alocat fondului pentru secția pentru pace.
1922 Fridtjof Nansen
1921 Hjalmar Branting, Christian Lange
1920 Léon Bourgeois
1919 Woodrow Wilson
1918  Nu s-a acordat premiul. Premiul pentru acest an a fost alocat fondului pentru secția pentru pace.
1917 Comitetul Internațional al Crucii Roșii
1916  Nu s-a acordat premiul. Premiul pentru acest an a fost alocat fondului pentru secția pentru pace.
1915  Nu s-a acordat premiul. Premiul pentru acest an a fost alocat fondului pentru secția pentru pace.
1914  Nu s-a acordat premiul. Premiul pentru acest an a fost alocat fondului pentru secția pentru pace.
1913 Henri La Fontaine
1912 Elihu Root
1911 Tobias Asser, Alfred Fried
1910 Permanent International Peace Bureau
1909 Auguste Beernaert, Paul Henri d'Estournelles de Constant
1908 Klas Pontus Arnoldson, Fredrik Bajer
1907 Ernesto Teodoro Moneta, Louis Renault
1906 Theodore Roosevelt
1905 Bertha von Suttner
1904 Institutul pentru Drept Internațional
1903 Randal Cremer
1902 Élie Ducommun, Albert Gobat
1901 Henry Dunant, Frédéric Passy

## Premiul Nobel pentru Economie
Următoarele persoane nu sunt din punct de vedere tehnic laureați ai Premiului Nobel, dar sunt premiați în cadrul aceleiași ceremonii.
2023 - Claudia Goldin
2022 - Ben Bernanke, Douglas Diamond, Philip H. Dybvig
2021 - David Card, Joshua Angrist, Guido Imbens
2020 - Paul R. Milgrom, Robert B. Wilson
2019 - Abhijit Banerjee, Esther Duflo, Michael Kremer
2018 - William Nordhaus, Paul Romer
2017 - Richard Thaler
2016 - Oliver Hart, Bengt R. Holmström
2015 - Angus Deaton
2014 - Jean Tirole
2013 - Eugene F. Fama, Lars Peter Hansen, Robert J. Shiller
2012 - Alvin E. Roth, Lloyd S. Shapley
2011 - Thomas J. Sargent, Christopher A. Sims
2010 - Peter A. Diamond, Dale T. Mortensen, Christopher A. Pissarides
2009 - Elinor Ostrom, Oliver Williamson
2008 - Paul Krugman
2007 - Leonid Hurwicz, Eric S. Maskin, Roger B. Myerson
2006 - Edmund S. Phelps
2005 - Robert J. Aumann, Thomas C. Schelling
2004 - Finn E. Kydland, Edward C. Prescott
2003 - Robert F. Engle III, Clive W. J. Granger
2002 - Daniel Kahneman, Vernon L. Smith
2001 - George A. Akerlof, Michael Spence, Joseph E. Stiglitz
2000 James J. Heckman, Daniel L. McFadden
1999 Robert A. Mundell
1998 Amartya Sen
1997 Robert C. Merton, Myron S. Scholes
1996 James A. Mirrlees, William Vickrey
1995 Robert E. Lucas Jr.
1994 John C. Harsanyi, John F. Nash Jr., Reinhard Selten
1993 Robert W. Fogel, Douglass C. North
1992 Gary S. Becker
1991 Ronald H. Coase
1990 Harry M. Markowitz, Merton H. Miller, William F. Sharpe
1989 Trygve Haavelmo
1988 Maurice Allais
1987 Robert M. Solow
1986 James M. Buchanan Jr.
1985 Franco Modigliani
1984 Richard Stone
1983 Gerard Debreu
1982 George J. Stigler
1981 James Tobin
1980 Lawrence R. Klein
1979 Theodore W. Schultz, Sir Arthur Lewis
1978 Herbert A. Simon
1977 Bertil Ohlin, James E. Meade
1976 Milton Friedman
1975 Leonid Vitalievici Kantorovici, Tjalling C. Koopmans
1974 Gunnar Myrdal, Friedrich August von Hayek
1973 Wassily Leontief
1972 John Hicks, Kenneth J. Arrow
1971 Simon Kuznets
1970 Paul A. Samuelson
1969 - Ragnar Frisch, Jan Tinbergen